# 立教女学院短期大学
立教女学院短期大学（りっきょうじょがくいんたんきだいがく、英語: St.Margaret's Junior College）は、東京都杉並区久我山4-29-23に本部を置いていた日本の私立大学である。1967年に設置され、2021年に廃止された。大学の略称は立短（りったん）。

## 概観

### 大学全体
- 東京都杉並区に所在した日本の私立短期大学で、設置主体は学校法人立教女学院[1]。
- 1967年に開学。立教女学院小学校・中学校・高等学校に隣接していた。
- 源流は、1877年、米国聖公会から派遣された宣教師チャニング・ウィリアムズにより現在の文京区湯島に設置された立教女学校に始まる。英称の「聖マーガレット」(St.Margaret's) は、11世紀にスコットランド王妃となった聖マーガレットに因んでいる。短大は、立教女学院創立90年を記念して設立された。そのことから、開学以来、キリスト教の思想に基づいた女子教育が行われていた[2]。
- 2017年度の入学生を最後に[注釈 2]、短期大学としての使命を終える[注釈 3]。

### 建学の精神（校訓・理念・学是）
- 右記資料を参照のこと[注釈 4]。

### 教育および研究
- 立教女学院短期大学には開学当初から設置されていた英語科においてTOEICやTOEFL対策といった実用英語教育を重視したカリキュラムが組まれていた（その後、英語科は現代コミュニケーション学科に改組されたが、この方針は引き継がれた。ただし、この改組によって、中国語を主とするアジア語圏に対するコミュニケーションや、対人コミュニケーションについての科目も開講されることとなった）。また、留学や編入学にも力をいれていた。

### 学風および特色
- 立教女学院短期大学は、キリスト教精神に則った教育が行われているため、クリスマスをはじめとした各種礼拝が盛んに行われているのが特徴である。ほか、その精神を活かして様々なイベントが催される「アセンブリー・アワー」がある。

## 沿革
- 1877年
  - 9月1日 立教女学校開校
- 1908年
  - 4月1日 立教高等女学校と改称
- 1931年
  - 4月1日 附属尋常学校を設置
- 1947年
  - 4月1日 学制改革により中学校を設置
- 1948年
  - 4月1日 高等学校を設置
- 1951年
  - 3月7日 学校法人が成立する[7]。
- 1963年
  - 4月1日 高等学校に専攻科を増設。
- 1967年
  - 1月23日 左記を以て文部省[注 2]より短期大学の設置が認可される[8]。
  - 4月1日 立教女学院短期大学が以下の学科体制にて開学[注 3]。
    - 英語科 入学定員100名[注 4]

  - 5月1日 学生数[13]/定員
    - 英語科 167[注釈 5]/100
- 1968年
  - 5月1日 学生数[14]/定員
    - 英語科 318[注釈 5]/200
- 1970年
  - 4月1日 以下の学科を増設する[注 5]。
    - 幼児教育科 入学定員100名[注 6]

  - 5月1日 学生数[21]/定員
    - 英語科 331[注釈 5]/200
    - 幼児教育科 141[注釈 5]/100
- 1971年
  - 5月1日 学生数[22]/定員
    - 英語科 331[注釈 5]/200
    - 幼児教育科 141[注釈 5]/200
- 1972年
  - 1月28日 専攻科の設置が認められ、以下の課程を設ける[23]。
    - 英語専攻[注釈 6]
    - 幼児教育専攻[注釈 6]
- 1976年
  - 4月1日 以下、入学定員増あり[注 7]。
    - 英語科 100→150
    - 幼児教育科 100→150

  - 5月1日 学生数[28]/定員
    - 英語科 327[注釈 5]/250
    - 幼児教育科 331[注釈 5]/250
- 1977年
  - 5月1日 学生数[29]/定員
    - 英語科 321[注釈 5]/300
    - 幼児教育科 328[注釈 5]/300
- 1985年
  - 5月1日 学生数[30]/定員
    - 英語科 382[注釈 5]/300
    - 幼児教育科 391[注釈 5]/300
- 1986年
  - 5月1日 学生数[31]/定員
    - 英語科 373[注釈 5]/300
    - 幼児教育科 361[注釈 5]/300
- 1987年
  - 5月1日 学生数[32]/定員
    - 英語科 369[注釈 5]/300
    - 幼児教育科 359[注釈 5]/300
- 1992年
  - 5月1日 学生数[注 8]/定員
    - 英語科 374[注釈 5]/300
    - 幼児教育科 392[注釈 5]/300
- 1999年
  - 4月1日 以下、専攻科の課程において入学定員増あり[35]。
    - 幼児教育専攻[注 9] 30→40

  - 5月1日 学生数[37]/定員
    - 英語科 364[注釈 5]/300
    - 幼児教育科 381[注釈 5]/300
- 2002年
  - 4月1日 以下、専攻科の課程において入学定員増あり[注 10]。
    - 幼児教育専攻 40→50
- 2004年
  - 1月 平成16年度大学入試センター試験参加短期大学の1校となる[注 11]。
- 2005年
  - 4月1日 以下、専攻科の課程において入学定員増あり[注 12]。
    - 幼児教育専攻 50→80
- 2007年
  - 4月1日 以下、専攻科の課程において入学定員増あり[注 13]。
    - 幼児教育専攻 80→150
- 2008年
  - 4月1日 短期大学附属幼稚園天使園が設置される、
- 2013年
  - 4月1日 この年度の入学生より、英語科を以下の学科として改組される[注 14]。
    - 現代コミュニケーション学科 入学定員150名
- 2014年
  - 1月 平成26年度大学入試センター試験参加短期大学の1校となる[48]。
- 2015年
  - 1月 平成27年度大学入試センター試験参加短期大学の1校となる[49]。
- 2016年
  - 1月 平成28年度大学入試センター試験参加短期大学の1校となる[50]。
- 2017年
  - 4月1日 この年度で短期大学としての学生募集を最終とする[注釈 2]。
- 2019年
  - 9月26日 短期大学附属幼稚園天使園廃止[51]
- 2021年
  - 1月5日 左記をもって文部科学省より廃止が認可される[注釈 3]。

## 基礎データ

### 所在地
- 東京都杉並区久我山4-29-23[注釈 1]

### 象徴
- カレッジマークは「魚」と「盾」を象った形となっており、中央部には図案化された百合が描かれており、周囲には学名とその英称名が記されている。「魚」はイエス・キリスト、「盾」は「信仰」を意味し、「ユリ」は「清純」・「清楚」・「謙遜」のシンボルとされている[注釈 4]。

## 教育および研究

### 組織

#### 学科
- 現代コミュニケーション学科[注釈 7]
- 幼児教育科[注釈 7]

#### 専攻科
- 幼児教育専攻 入学定員150名[注 15]

#### 過去にあった専攻科
- 英語専攻 入学定員30名[注 16]

#### 別科
- なし

#### 取得資格について
教職課程
- 幼稚園教諭二種免許状:幼児教育科にて設置されている。
- 中学校教諭二級免許状（英語）が、かつて英語科に設置されていた[注 17]

資格
- 保育士:専攻科幼児教育専攻に進学し、かつ卒業する必要があった。幼児教育科学生の大半は、専攻科に進学してこの資格取得を目指していた。

#### 附属機関
- 附属図書館：120,000冊の所蔵があった。
- 礼拝堂：「聖マーガレット礼拝堂」と「聖マリア礼拝堂」の2つがある。主に、「アセンブリー・アワー」、入学式、卒業式などのイベントで活用されていた。
- 立教女学院短期大学附属幼稚園天使園：短期大学附属の幼稚園となっており、専攻科学生の保育実習としても活用されていた。
- 幼児教育研究所幼児研究室：乳幼児に関する相談活動を行うのに活用されていた。

### 研究
- 『立教女学院短期大学紀要』[62]

## 学生生活

### 部活動・クラブ活動・サークル活動
- 立教女学院短期大学のクラブ活動は、大別すれば「学友会クラブ」と「学生コミュニティ活動」から成る。前者には各種体育系・文化系のクラブ、後者には聖歌隊が含まれている。

### 学園祭
- 立教女学院短期大学の学園祭は「マーガレット祭」と呼ばれ、11月1日の創立記念礼拝を皮切りに行われる。聖歌隊による合唱、幼児教育科学生による人形劇、手遊びが名物となっている。

## 大学関係者と組織

### 大学関係者組織
- 立教女学院短期大学には、OPの集まりとして「卒業生の会」がある。学園祭や「マーガレット・コンサート」など学生イベントの催しに貢献したり、学内の文具店での企画・運営に携わったりしている。

### 大学関係者一覧
著名な卒業生
- 仲條亮子（YouTube日本代表、Google日本法人執行役員、元ブルームバーグ日本放送社長)
- 山口瑠美（テイチクエンタテインメント演歌歌手、歌謡物語歌い手）
- 平淑恵（女優）
- 蔡阿信（台湾人初の女医。台湾女性史において大きく取り上げられる）
- 中野めぐみ（タレント、歌手）
- 山崎寛代（フリーアナウンサー、タレント、芸能レポーター、元FM群馬アナウンサー）
- 檜山久恵（ミス・ユニバース1980日本代表）
- 高橋美紀（声優）
- 酒井波湖（女優）
- 堀江聖夏 (アナウンサー)

## 施設

### 当時のキャンパス
- 交通アクセス：京王電鉄井の頭線三鷹台駅より徒歩。JR荻窪駅または西荻窪駅から関東バス荻40（荻窪駅始発、八丁・西荻窪駅経由）、西20系統（西荻窪駅始発）で「立教女学院」バス停留所にて下車する方法もあった。

### 学生食堂
- 学内にあった。

### 寮
- 無し

## 対外関係

### 他大学との協定
- 以下の短大とともに「東京七短大加盟校」の一つとなっていた。
  - 青山学院女子短期大学
  - 自由が丘産能短期大学：2014年以降は1部（通学部）が募集停止となり、2018年9月現在は大学通信教育のみ行っている。
  - 淑徳短期大学
  - 戸板女子短期大学
  - 目白大学短期大学部
- ほか、留学制度がある関係上以下にあげるアメリカの大学との係わりがあった。
  - ウィリアム・スミス大学（英語版）
  - ウェスターン・ミシガン大学（英語版）
  - スティーヴンズ大学

### 姉妹校
- 立教女学院中学校・高等学校
- 立教女学院小学校

### 関係校
- 立教女学院短期大学と同じ日本の聖公会系短大には以下のものがある。
  - 名古屋柳城短期大学
  - プール学院短期大学

### 系列校
- 立教大学

## 社会との関わり
- 三重県菰野町にある社会福祉施設「菰野聖十字の家」にてボランティアキャンプが行われていた。

## 卒業後の進路について

### 編入学・進学実績
- 英語科:専攻科に進学する人が大半である。編入学実績としては立教大学のほか高崎経済大学・明海大学・青山学院大学・杏林大学・恵泉女学園大学・玉川大学文学部・中央大学・東海大学・東京家政学院大学・東京経済大学・東京女子大学・東洋英和女学院大学・フェリス女学院大学・関西学院大学・神戸国際大学などがある[63]。
- 幼児教育科:保育士資格の取得を目指して、専攻科に進学する人が多い。ほか、編入学としては立教大学や駒澤大学・白百合女子大学・玉川大学教育学部・日本女子大学・目白大学・ルーテル学院大学・鎌倉女子大学などがある[63]。

## 公式サイト
- 立教女学院短期大学